# Charles Weymann

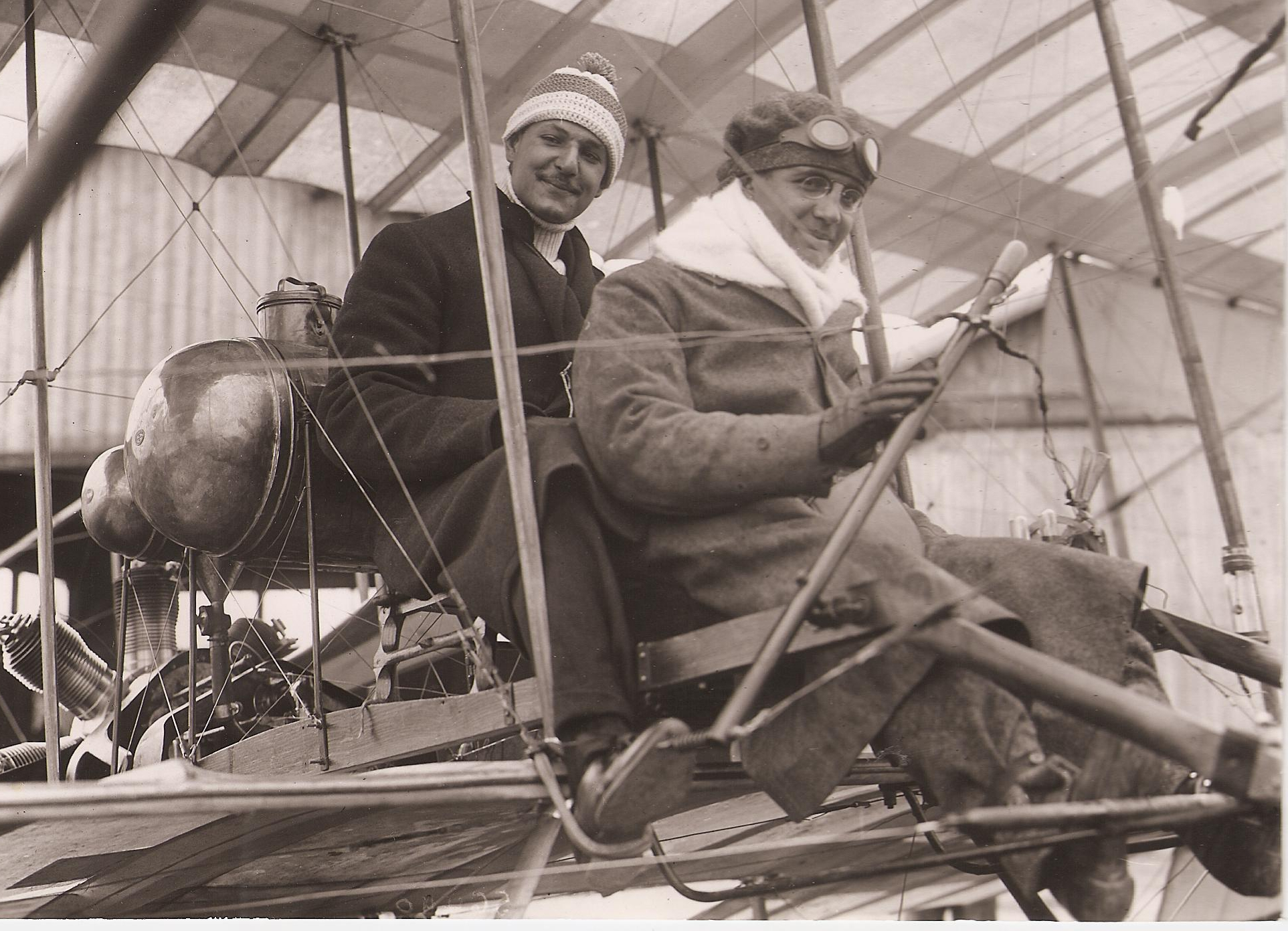
Weymann en Fay tijdens de grand prix michelin 1911

Charles Terres Weymann (Haïti, 2 augustus 1889 - Parijs, 1976) was een luchtvaartpionier. Hij had een Haïtiaanse moeder, maar door de nationaliteit van zijn vader beschikte hij over een Amerikaans paspoort.
In de Eerste Wereldoorlog was hij testpiloot voor de Franse fabrikant van vliegtuigen Nieuport. Hij verdiende een hoge Franse onderscheiding, Ridder in het Legioen van Eer.
Na de oorlog heeft hij zijn luchtvaartervaring gebruikt om een nieuwe methode te ontwikkelen voor het maken van lichtgewicht carrosserieën van auto's, waar hij ook het patent op kreeg. De Weymann carrosserie bestond uit een houten frame, dat werd samengehouden met metalen platen. Het frame werd meestal met textiel bekleed.
Hij opende de eerste fabriek in 1921 in Parijs. Daarna volgde een vestiging in Londen in 1923 en een Amerikaanse vestiging (de American Body Company) in Indianapolis in 1928. Hij verstrekte ook andere fabrikanten licenties voor het bouwen van Weymann carrosserieën, bijvoorbeeld Carrozzeria Touring in Italië.
Door de opkomst van de stalen carrosserie verminderde de vraag naar zijn product, waardoor hij genoodzaakt was verschillende fabrieken te sluiten. De Londense vestiging overleefde door over te stappen op de fabricage van bussen. De fabriek werd in 1989 overgenomen door DAF.